# Arthroleptis zimmeri
Arthroleptis zimmeri es una especie de anfibios de la familia Arthroleptidae.
Es endémica de Ghana.
Sus hábitats naturales son zonas anteriormente boscosas y ahora degradadas.